# Heiko Hentrich
Heiko Hentrich (* 1976 in Schwäbisch Hall) ist ein deutscher Biologe und international anerkannter Spezialist der Blütenbiologie. Hentrich arbeitet in der Unternehmensgruppe  Dr. Willmar Schwabe GmbH in Karlsruhe und unterrichtet als Gastwissenschaftler im Karlsruher Institut für Technologie (KIT).

## Leben und Wirken
Hentrich studierte von 1997 bis 2003 Biologie an der Universität Ulm mit einem Auslandsstudium in Costa Rica. Die Diplomarbeit „Morphologische und blütenbiologische Parameter einer Population des Gongora quinquenervis (Orchidaceae)-Komplexes in Costa Rica“ schrieb er bei Gerhard Gottsberger in der Abteilung Systematische Botanik und Ökologie der Universität Ulm. Die Promotion zum Dr. rer. nat. mit der Dissertation „The reproductive biology of euglossine-pollinated plants in the Natural Reserve Nouragues, French Guiana“ erfolgte 2008 an der gleichen Universität.
Von 2010 bis 2014 war Hentrich Dozent für besondere Aufgaben in der Arbeitsgruppe  Ökosystemanalyse am Institut für Umweltwissenschaften der Universität Koblenz-Landau.
Von 2014 bis 2015 war Hentrich Kurator der Orchideensammlung Jany Renz, Departement für Umweltwissenschaften, Arbeitsgruppe Sustainable Land Use der Universität Basel.
Seit August 2015 ist Hentrich fachlicher Leiter der Arzneipflanzenkulturen und Laborleiter der Pharmakognosie bei der Unternehmensgruppe Dr. Willmar Schwabe in Karlsruhe.
Der Schwerpunkt seiner wissenschaftlichen Tätigkeit liegt in der Erforschung der Bestäubung neotropischer Pflanzen durch Prachtbienen und der Bestäubung der Pflanzengattungen Anthurium und Spathiphyllum aus der Familie der Aronstabgewächse.
Seit März 2022 ist Hentrich Gastwissenschaftler am Karlsruher Institut für Technologie in der Arbeitsgruppe Molekulare Zellbiologie des Joseph Gottlieb Kölreuter Institut für Pflanzenwissenschaften, wo er auf den Gebieten der Blütenökologie und systematischen Botanik forscht und doziert.
Als Anerkennung für sein langjähriges Engagement in der Erforschung der Aronstabgewächse wurden zwei Arten dieser Pflanzenfamilie nach Hentrich benannt: Anthurium hentrichianum Díaz Jim., Pérez-Farr. & Croat und Spathiphyllum hentrichianum Díaz Jim.

## Publikationen (Auswahl)
- Hentrich, H., Dick, A., Hagenguth, L., Preiss L., Scherr, J., Schlumpberger B., Dötterl, S., Schäffler, I., Gerlach, G., Gottsberger, G. (2019): Paphinia Lindl. (Orchidaceae: Stanhopeinae) – a genus of scentless perfume orchids? Proceedings of the 22nd World Orchid Conference: 60-79.
- Díaz Jiménez, P., Hentrich, H., Aguilar Rodríguez, P.A., Krömer, T., Chartier, M., Gibernau, M. (2019): A review on the pollination of aroids with bisexual flowers. Annals of the Missouri Botanical Garden 104: 83-104.
- Hentrich, H. 2018: Pollination Biology. PP. 198–213, in: Jenny, R. (ed.). The Paphinia Book, Imprenta Mariscal, Quito.
- Waterman, R.J., Klooster, M.R., Hentrich, H., Bidartondo, M.I. (2012): Species interactions of mycoheterotrophic plants – specialization and its potential consequences. PP. 267-296 in: Merckx, V. (ed.). Mycoheterotrophy – The Biology of Plants Living on Fungi. Springer, New York.
- Hentrich, H., Kaiser, R., Gottsberger, G. (2010): The reproductive biology of Voyria (Gentianaceae) species in French Guiana. Taxon 59: 867-880.
- Hentrich, H., Kaiser, R., Gottsberger, G. (2010): Floral biology and reproductive isolation by floral scent in three sympatric aroid species in French Guiana. Plant Biology 12: 587-596
- Darüber hinaus hat Hentrich mehr als 50 weitere wissenschaftliche Publikationen zu verzeichnen